# Pierre Belon

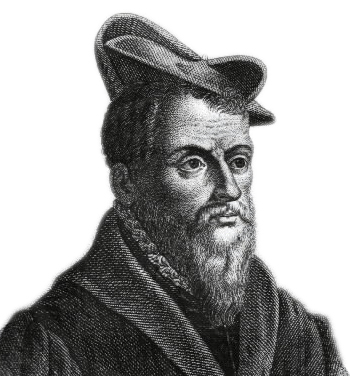
Portret Belona wykonany przez Ambroise'a Tardieu

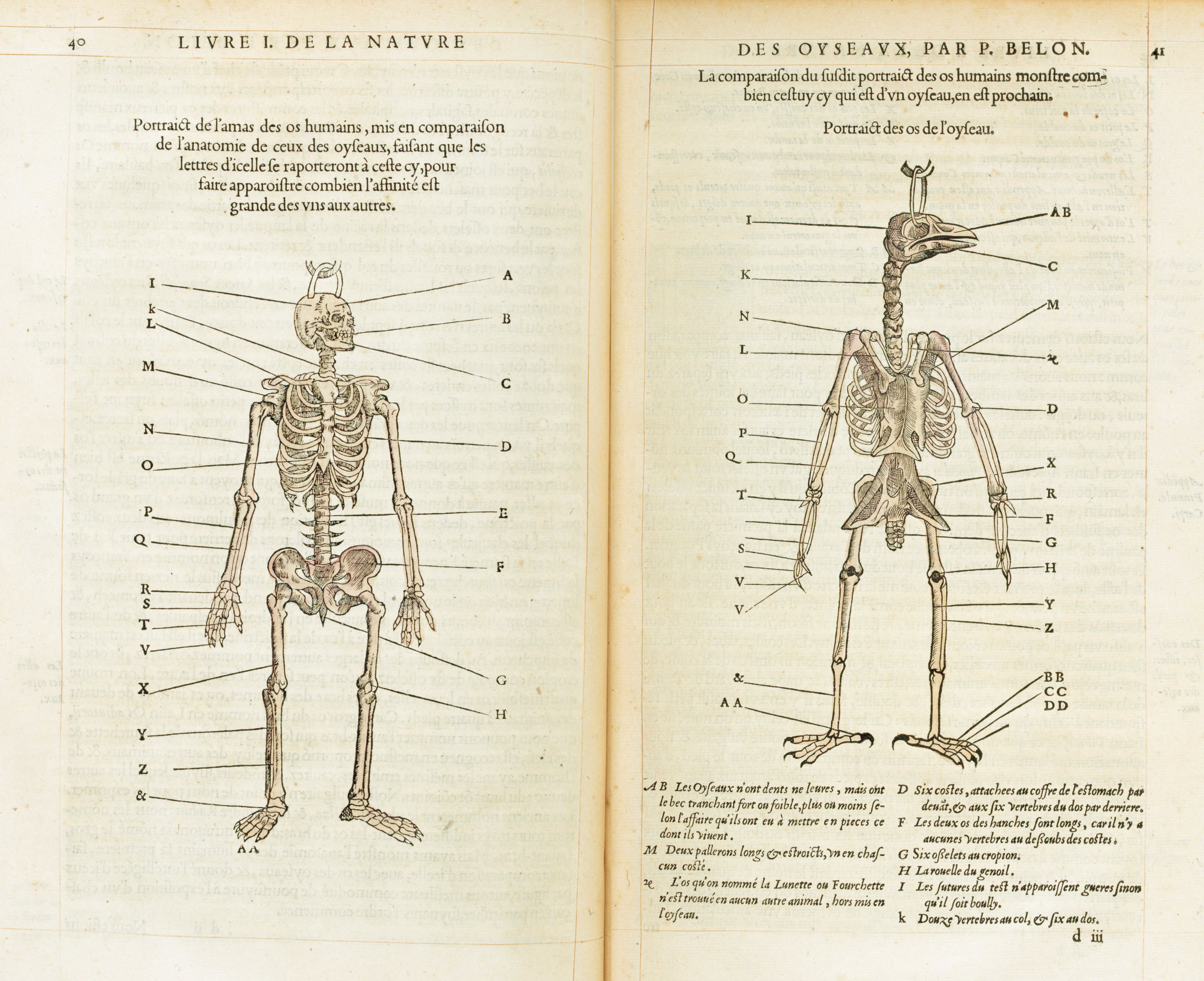
Rycina z dzieła Belona L'Histoire de la nature des oyseaux przedstawiająca podobieństwo szkieletu ptaka i człowieka

Pierre Belon (ur. w 1517, zm. w 1564) – francuski przyrodnik i lekarz. 
W młodości został uczniem Cordusa. W latach 1546–1549 odbył podróż do Konstantynopola, zwiedzając też Włochy, Grecję i ziemie od Konstantynopola do Egiptu. Opis przyrody i ludzi z tych krajów wydał w 1551 r. Następnie badał zwierzęta wodne, publikując wyniki w 1551. W 1555 ukazało się jego opracowanie ptaków. 